# Alexandr Šustov
Alexandr Andrejevič Šustov (rusky Александр Андреевич Шустов, * 29. června 1984, Karaganda) je ruský atlet, jehož specializací je skok do výšky.

## Kariéra
V roce 2005 skončil dvanáctý na mistrovství Evropy do 22 let v německém Erfurtu. O dva roky později vybojoval výkonem 231 cm zlatou medaili na světové letní univerziádě v thajském Bangkoku.
V halové sezóně roku 2009 skončil druhý na Hustopečském skákání a také na Brněnské laťce. Na halovém ME 2009 v Turíně skončil těsně pod stupni vítězů, na čtvrtém místě. V témže roce reprezentoval Rusko na ME družstev v portugalské Leiře, kde skončil třetí.
Největší úspěch své kariéry zaznamenal v roce 2010 v Barceloně, kde se stal mistrem Evropy. Ve finále si výkonem 233 cm vyrovnal osobní rekord. Stříbro vybojoval jeho krajan Ivan Uchov, který skočil napodruhé 231 cm.

## Osobní rekordy
- hala – 234 cm – 5. března 2011, Paříž
- dráha – 233 cm – 28. května 2010, Soči